# Nuosjärvi
Nuosjärvi (en carélien : Nuožjärvi, en finnois : Nuosjärvi, en russe : Кро́шнозеро, Krošnozero) est une municipalité rurale du raïon de Priaja en république de Carélie.

## Géographie
La municipalité de Nuosjärvi est situé sur les rives du lac Nuosjärvi, à 23 kilomètres par la route à l'ouest de Priaja.
La municipalité de Nuosjärvi a une superficie de 315,5 km2.
Nuosjärvi est bordée à l'ouest par Vieljärvi du raïon de Priaja, au nord par Essoila, au nord-est par Priaja et au sud-est par Pyhäjärvi et au sud par le raïon d'Olonets.
Environ 73,2 % de la superficie est constituée de forêts et 25,5 % de plans d'eau.
Nuosjärvi est arrosé par les rivières Mattšelitsa, Makkelskaja et Manganjoki (Manga). 
Ses lacs principaux sont le Nuosjärvi, le Mikkilänjärvi (Mikkilskoje), le Sokajärvi (Šogarvi), le Kaskesnavolok, le Topasjärvi (Topozero) et le  Nikonovo.

## Démographie
Recensements (*) ou estimations de la population
| 2009 | 2010 | 2013 | - |
| ---- | ---- | ---- | - |
| 410  | 349  | 319  | - |